# Vultus 5
Vultus 5 (超電磁マシーン ボルテスＶ?, Chōdenji Mashīn Borutesu Faibu, lett. "Macchina Superelettromagnetica Voltes V") è una serie televisiva anime di genere fantascienza mecha del 1977. L'anime presenta molte analogie col precedente Combattler V, sempre di Tadao Nagahama.

## Produzione e distribuzione
Venne trasmessa in Giappone nel 1977 e in Italia a partire dal 1983, su Rete A.
Il fatto che Tadao Nagahama abbia diretto i primi episodi di Lady Oscar, ha fatto supporre che la storia di Vultus 5, col tema della popolazione schiavizzata che si solleva contro un'aristocrazia il cui aspetto e atteggiamento ricordano la nobiltà prerivoluzionaria,  fosse stata influenzata dalle precedenti ricerche di Nagahama sulla Rivoluzione francese.

## Trama
In un pianeta simile alla Terra, Boazan, vivono degli umanoidi altrettanto simili ai terrestri, con l'unica differenza di avere le corna. Secondo le leggi dei Boazani, chi non possiede le corna è automaticamente schiavo, pertanto il mondo è diviso in una casta regnante, nobile e agiata, e una schiavizzata e sfruttata. Altra caratteristica è che la loro società presenta infatti questo e ulteriori elementi relativamente arretrati, nonostante posseggano una tecnologia molto avanzata: gli abiti e gli edifici ricordano quelli della rivoluzione francese, ci sono spade, nobili, e valori aristocratici, ma dall'altro la tecnologia bellica e molte cose sono notevolmente più avanzate rispetto a quelle della Terra del XX secolo.
Sul pianeta Boazan si sta decidendo il successore dell'imperatore: l'erede è troppo debole, restano perciò il figlio del fratello minore dell'imperatore, Kentarus, e il figlio della cortigiana preferita dell'imperatore, Zambazir. Zambazir scopre che il dott. Kentarus, sebbene nipote dell'imperatore, ha in realtà corna artificiali, dunque lo smaschera e lo fa imprigionare. L'imperatore Zambazir, dopo la nomina, inizia una politica di invasione di altri pianeti, Terra inclusa. Kentarus invece, che ha sempre avuto dubbi sulle leggi discriminatorie del suo pianeta, si ritrova anch'egli fra gli schiavi: sfruttando le sue conoscenze scientifiche, crea armi di fortuna e organizza una rivolta, ma le forze dell'esercito sono superiori e la sommossa viene soffocata. Nel frattempo scopre che sua moglie è morta, dando alla luce un figlio. Lo scienziato, con la speranza di poter organizzare una nuova rivolta contro l'imperatore Zambazir, fugge da Boazan. Naufragato sulla Terra, si innamora della dottoressa Annabelle, dalla quale ha altri tre figli: Michel, Ivan e Carl.
Kentarus è consapevole che Zambazir non lascerà stare la sua nuova casa, quindi insieme alla moglie, al dottor Esperus (che morirà in un combattimento e sarà sostituito dal dottor Barion) e al comandante Okanin, costruisce la base di Big Falcon e il robot gigante Vultus 5. I cinque piloti che lo guidano sono:
- Michel, abile nelle armi da fuoco, primo figlio di Kentarus avuto con Annabelle
- Ivan, maestro nell'arte del bo, figlio di Kentarus
- Carl, un esperto subacqueo, anche lui figlio di Kentarus
- Gepi, abile con la frusta e nel rodeo
- Sonya, figlia del comandante Okanin ed esperta nelle arti ninja.

Purtroppo Kentarus, anni prima dell'invasione, è obbligato a tornare su Boazan per dare alla Terra il tempo necessario a prepararsi.
Dopo vari combattimenti e un potenziamento, alla fine il Vultus riesce a sconfiggere la base terrestre boazana, comandata dal principe Sirius. Kentarus, nel frattempo scappato nuovamente a Zambazir e tornato di nascosto sulla Terra grazie all'aiuto di altri boazani ribelli, costruisce una potente astronave, l'Uccello solare, che combinata con Big Falcon può raggiungere in poco tempo il pianeta Boazan, grazie alla curvatura spaziale. Quando il geniale scienziato viene rapito di nuovo e portato su Boazan per essere giustiziato, gli eroi lo inseguono con la nuova base e, una volta arrivati, un proclama via radio dà il via alla rivolta degli schiavi che si riversano nelle strade.
Nell'ultima puntata, grazie a Vultus V i ribelli conquistano sempre più terreno fino a che le ultime forze boazane si riuniscono nella capitale, prontamente presa d'assedio mentre il principe Sirius non rimane l'unico nobile ad essere ancora determinato a sconfiggere i ribelli: con la sconfitta di Zambazir imminente e Kazarine che, dopo avergli dichiarato il suo amore, si è sacrificata per salvarlo dal proiettile di un nobile a cui Sirius stava vietando di arrendersi, compie un ultimo gesto disperato. Recatosi davanti alla statua del dio protettore di Boazan, Godor, portatore sulla sua mano destra di una fiamma eterna che, secondo la leggenda, conferirà a chi avrà il coraggio di buttarvisi il potere di proteggere Boazan, si getta tra le fiamme, venendo trasportato all'interno della statua. Essa si rivela essere, infatti, un gigantesco robot meccanico simile a Vultus, con cui Sirius tenta un ultimo scontro contro Michel e gli altri, ma nonostante la chiara parità, un breve momento di distrazione permette ai cinque piloti di vincere di nuovo. 
Ancora determinato a combattere fino alla fineÈ, Sirius sfida di nuovo Michel a duello con la spada, che finisce in parità quando entrambe le lame si rompono. Ormai la guerra è finita, ma Sirius non si arrende e tira fuori un pugnale che Kentarus riconosce come il pugnale che egli aveva donato alla sua prima moglie, Zertrud, anni prima prima che essa morisse di parto: così si scopre che Sirius è il figlio maggiore di Kentarus e fratellastro maggiore dei tre fratelli. La notizia inevitabilmente lo sconvolge, fino a che non giunge Zambazir. L'imperatore di Boazan si dimostra ancora più codardo dei suoi sudditi e piuttosto che accettare la sconfitta tenta di scaricare la colpa sul principe. Disgustato dallo zio a cui aveva dedicato tanto, Sirius lo trafigge con il pugnale, ma questo fa perdere a Zambazir la presa su una granata che egli teneva in mano, che gli cade ai piedi esplodendo. Sirius fa scudo col proprio corpo a Michel, per proteggerlo dall'esplosione, ma essa fa cedere il terreno, che li separa. Michel incita Sirius a salvarsi, ma lui, con tutto ciò in cui credeva che si è rivelato una menzogna e senza più Kazarine, decide di lasciarsi sparire in lacrime fra le fiamme. La guerra giunge al termine: Kentarus diventa il leader del pianeta Boazan, mentre Vultus viene dotato del meccanismo che gli permette di compiere il balzo spaziale verso la Terra autonomamente, in modo che da lì in avanti i tre figli possano venire a trovarlo quando vogliono. Il Big Falcon-Uccello Solare e Vultus V fanno ritorno sulla Terra, che si avvia verso un lungo periodo di pace.

## Personaggi
Tra parentesi i nomi giapponesi nell'originale.

### Piloti del Vultus
- Michel Go (Ken'ichi Gō): maggiore dei figli di Kentarus, specializzato nell'uso della pistola.
- Carl Go (Hiyoshi Gō): figlio minore di Kentarus, bambino prodigio e meccanico provetto, nonché grande esperto nel combattimento subacqueo.
- Ivan Go (Daijirō Gō): secondogenito di Kentarus, specializzato nelle arti marziali e nell'utilizzo del Bo.
- Gepi Mei (Ippei Mine): giovane nippo-americano, secondo in comando della squadra e grande esperto di rodeo.
- Sonya Okanin (岡めぐみ?, Megumi Oka): figlia del generale Okanin, esperta nelle tecniche ninjutsu e nell'utilizzo di shuriken.
- Takko/Otto (Takko): piccolo androide dall'aspetto di un polpo, sempre accanto a Ivan.

### Personale della base
- Dottor Kentarus Go (Kentarus Gō)
- Dottor Esperus (Hamaguchi Hakase)
- Dottoressa Annabelle (Mitsuyo Gō)
- Comandante/Generale Okanin (Oka-bōeichōkan)
- Dottor Barion (Sakunji Hakase)

### Nemici
- Imperatore Zambazir (Kōtei Zu Zanbajiru)
- Principe Sirius (Heinel)
- Kazarine (Rii Catherine)
- Generale Gael (Jangal Rui)
- Zuel (Do Zuuru)
- Generale Zaki (Zahki)
- Conte Zanzor (General Do Bergan)
- Generale Gululu (Gururu Shōgun)

## Mecha

### Vultus 5
Il robot degli eroi, progettato dal prof. Kentarus e dal Dr. Esperus.
Il Vultus 5 è composto da 5 veicoli, ognuno dei quali parte dalla base Big Falcon
| Veicolo      | Pilota | Caratteristiche                | Parte del robot |
| Volt Cruiser | Michel | jet supersonico                | testa           |
| Volt Bomber  | Gepi   | veicolo aereo da combattimento | busto e braccia |
| Volt Panzer  | Ivan   | carro armato volante           | addome          |
| Volt Frigate | Karl   | sommergibile volante           | gambe           |
| Volt Lander  | Sonja  | veicolo terrestre              | piedi           |

Caratteristiche tecniche del robot combinato:
- altezza: 58 metri
- peso: 600 tonnellate
- velocità massima: mach 20
- energia: elettromagnetica

Il Vultus 5 dispone delle seguenti armi:
- Frusta energetica, in combinazione con la Roller Plat
- Raggi termofotonici
- Cannone Vultus o Vultus Bazooka
- Catena Spaziale
- Torpedini Antimateria o Torpedini Solari o Missili Solari o Missili megatronici
- Raggio al neutrinio
- Catene panzer
- Saetta globulare (Vultus durante la serie viene potenziato e dopo aver raccolto l'energia cosmica, viene convogliata nell'Excalibur, dalla quale parte la saetta che blocca i nemici di turno)
- Excalibur (arma finale).

### Mecha nemici
I nemici non hanno dei mecha veri e propri, ma dei mostri guerrieri, animali trattati geneticamente con parti meccaniche. Sono poche le puntate dove si vedono dei personaggi boazani, come lo stesso Sirius, a bordo di mecha. A metà della guerra, le armi boazane cominciano ad essere costruite con un metallo alieno resistentissimo, chiamato Boazanite, duro a tal punto che per più di uno scontro sarà necessario l'aiuto nascosto di Kentarus perché il nemico sia sconfitto, fino a che, sempre Kentarus di nascosto, non riesce a mettere a punto un potenziamento per Vultus 5 grazie a cui il robot riuscirà a distruggere i nemici autonomamente.

## Episodi
L'anime è composto da 40 puntate. I titoli delle puntate nell'edizione italiana non sono una fedele traduzione di quelli giapponesi, ma sono un adattamento che nella maggior parte dei casi ne mantiene abbastanza il senso:
| Nº | Titolo italiano Giapponese 「Kanji」 - Rōmaji                                                   | In onda           | In onda |
| Nº | Titolo italiano Giapponese 「Kanji」 - Rōmaji                                                   | Giapponese        |         |
| 1  | Invasori dallo spazio 「宇宙からの侵略者」 - Uchū kara no shinryakusha                          | 4 giugno 1977     |         |
| 2  | Una battaglia disperata 「苦闘への前進」 - Kutō he no zenshin                                   | 11 giugno 1977    |         |
| 3  | Aiuto dall'oltretomba 「墓標が教えた作戦」 - Bohyō ga oshieta sakusen                           | 18 giugno 1977    |         |
| 4  | Gardo, l'animale guerriero 「魔のシャドウ必殺剣」 - Ma no shadō hissatsuken                     | 25 giugno 1977    |         |
| 5  | La corazzata Mikasa 「戦艦三笠が危機を呼ぶ」 - Senkan Mikasa ga kiki wo yobu                    | 2 luglio 1977     |         |
| 6  | Un cavallo di nome Eiffel 「いななけ！愛馬アイフル」 - Inanake! Aiba Aifuru                     | 9 luglio 1977     |         |
| 7  | Un nuovo membro: Takko 「新隊員タッコちゃん」 - Shintaiin Takko-chan                            | 16 luglio 1977    |         |
| 8  | La congiura contro il principe 「地底城の陰謀」 - Chiteijō no inbō                              | 23 luglio 1977    |         |
| 9  | Un sogno terribile 「夢が招いた大ピンチ！」 - Yume ga maneita daipinchi!                        | 30 luglio 1977    |         |
| 10 | Il punto debole di Vultus 5 「ボルテス合体不可能」 - Borutesu gattai fukanō!                    | 6 agosto 1977     |         |
| 11 | Il ritorno di Vultus 5 「よみがえるボルテスＶ」 - Yomigaeru Borutesu V                          | 13 agosto 1977    |         |
| 12 | La rinascita di Vultus 5 「ボルテス起死回生」 - Borutesu Kishikaisei                            | 20 agosto 1977    |         |
| 13 | Mio padre, il traditore 「謀略の父が地球を狙う」 - Bōryaku no chichi ga chikyū wo nerau         | 27 agosto 1977    |         |
| 14 | Un uomo chiamato Sakab 「父と子の罠」 - Chichi to ko no wana                                    | 3 settembre 1977  |         |
| 15 | L'arma dell'imperatore 「皇帝陛下のプレゼント」 - Kōtei-heika no purezento                      | 10 settembre 1977 |         |
| 16 | Il dottor Barion 「ファルコン壊滅の危機」 - Farukon kaimetsu no kiki                            | 17 settembre 1977 |         |
| 17 | Un addestramento troppo duro 「愛も涙もふりすてろ!!」 - Ai mo namida mo furisutero!!            | 24 settembre 1977 |         |
| 18 | Fuga verso la terra 「父よ！地球は近い!!」 - Chichi yo! Chikyū wa chikai!!                      | 1º ottobre 1977   |         |
| 19 | Il ritorno di Kentarus 「父の胸の中でなけ！」 - Chichi no mune no naka de nake!                 | 8 ottobre 1977    |         |
| 20 | Il messaggio di sangue 「血で書いた数字の謎」 - Chi de kaita sūji no nazo                       | 15 ottobre 1977   |         |
| 21 | La base segreta 「策略の秘密基地」 - Sakubō no himitsu kichi                                    | 22 ottobre 1977   |         |
| 22 | Il complotto 「裏切り者の計画」 - Uragirimono no keikaku                                        | 29 ottobre 1977   |         |
| 23 | Verso il domani 「子犬よ明日へ歩め！」 - Koinu yo ashita he ayume!                              | 5 novembre 1977   |         |
| 24 | La follia dell'imperatore 「敵・新将軍の挑戦状」 - Teki. Shinshōgun no chōsenjō                 | 12 novembre 1977  |         |
| 25 | Esplosione suicida 「自爆!!超電磁ボール！」 - Jibaku!! Chōdenji Booru!                          | 19 novembre 1977  |         |
| 26 | Contatto con oggetto non identificato 「謎の飛行メカとの合体」 - Nazo no hikō meka to no gattai | 26 novembre 1977  |         |
| 27 | Lo sparviero meccanico 「謎の鷹メカの正体」 - Nazo no taka meka no shōtai                       | 3 dicembre 1977   |         |
| 28 | Il segreto di Kentarus 「父・剛健太郎の秘密」 - Chichi. Gō Kentarō no himitsu                   | 10 dicembre 1977  |         |
| 29 | Ghilvan di Boazan 「ボアザン星の勇士」 - Boazan-boshi no yūshi                                  | 17 dicembre 1977  |         |
| 30 | Una battaglia per la Terra 「地球を賭けた一騎打ち」 - Chikyū wo kaketa ikkiuchi                 | 24 dicembre 1977  |         |
| 31 | La morte di Okanin 「岡防衛長官空に散る!!」 - Oka-bōeichōkan sora ni chiru!                     | 31 dicembre 1977  |         |
| 32 | L'inseguimento 「ジャングルの追跡」 - Janguru no tsuiseki                                       | 7 gennaio 1978    |         |
| 33 | Guerra batteriologica 「魔の細菌攻撃」 - Ma no saikin kōgeki                                    | 14 gennaio 1978   |         |
| 34 | Il rapimento 「憎しみの炎が危機を呼ぶ」 - Nikushimi no honoo ga kiki wo yobu                    | 28 gennaio 1978   |         |
| 35 | Requiem per un soldato coraggioso 「星の戦士への鎮魂曲」 - Hoshi no senshi he no chinkonkyoku   | 4 febbraio 1978   |         |
| 36 | Bandiera di battaglia 「地底城攻撃開始！」 - Chiteijō kōgeki kaishi!                            | 18 febbraio 1978  |         |
| 37 | Addio, principe Sirius 「さらば！敵総司令官ハイネル」 - Saraba! Teki sōshireikan Haineru        | 25 febbraio 1978  |         |
| 38 | Avanti a Boazan 「大宇宙へ出撃せよ!!」 - Daiuchū he shutsugeki seyo!!                           | 11 marzo 1978     |         |
| 39 | La battaglia dei Boazani 「ボアザン星の大攻防戦」 - Boazan-boshi no daikōbōsen                  | 18 marzo 1978     |         |
| 40 | La fine di Zambazir 「崩れゆく邪悪の塔!!」 - Kuzureyuku jaaku no tō!!                           | 25 marzo 1978     |         |

## Staff
- Soggetto originale: Saburō Yatsude
- Planning: Usui Yusho, Kei Ijima, Kojo Akino (Y&K)
- Supervisione: Tadao Nagahama
- Sceneggiature: Shoichi Taguchi, Gobu Fuyunori, Masaki Tsuji
- Character design: Yuki Hijiri
- Musiche: Hiroshi Tsutsui
- Animation characters: Nobuyoshi Sasakado, Akihiro Kanayama
- Tema musicale e sigle: Asei Kobayashi
- Direzione artistica: Takashi Miyano
- Mecha design: Studio NUE
- Regia: Yoshiyuki Tomino, Yuhichiro Yokoyama, Kenji Terada, Kenji Yoshida, Takao Yotsuji
- Direzione dell'animazione: Nobuyoshi Sasakado, Akihiro Kanayama, Motosuke Takahashi, Norio Shioyama

## Doppiaggio
La direzione del doppiaggio italiano è stata fatta al risparmio e a cura dello studio "Ricmon Sound". I nomi originali giapponesi dei personaggi sono stati sostituiti da nomi di tipo anglosassone. I doppiatori italiani talvolta hanno dato voce a più personaggi nella serie e la voce dei personaggi cambia in alcuni episodi:
| Personaggi                | Voce originale     | Voce italiana                                                                          |
| ------------------------- | ------------------ | -------------------------------------------------------------------------------------- |
| Michel (Kenichi Yioshi)   | Yokinaga Shiraishi | Leo Valeriano                                                                          |
| Ivan (Daijiro Yioshi)     | Tessho Genda       | Gastone Pescucci (ep. 1-3) Carlo Cosolo (ep. 4-40)                                     |
| Carl (Go Yioshi)          | Noriko Ohara       | Gabriella Andreini (ep. 1-26) Monica Cadueri (ep. 27-40)                               |
| Sonya (Oka Megumi)        | Miyuki Ueda        | Margherita Sestito                                                                     |
| Gepi (Ippei Mine)         | Kazuyoki Sokabe    | Carlo Allegrini (ep. 1-13) Francesco Pannofino (ep. 14-28) Marco Joannucci (ep. 29-40) |
| Dott. Kentarus da ragazzo |                    | Carlo Cosolo                                                                           |
| Dott. Kentarus da adulto  |                    | Leo Valeriano (spezzone ep. 2) Giuliano Santi                                          |
| Imperatore Zambazir       |                    | Norman Mozzato                                                                         |
| Principe Zahki            | Tamio Ohki         | Leo Valeriano                                                                          |
| Kazarine                  |                    |                                                                                        |
| Gael                      |                    | Gastone Pescucci (ep. 1-3) Carlo Cosolo (ep. 4-26)                                     |
| Zuel                      |                    | Carlo Allegrini                                                                        |
| Annabelle                 |                    | Gabriella Andreini                                                                     |
| Principe Sirius           |                    | Leo Valeriano (ep. 1-26) Carlo Cosolo (ep. 27-40)                                      |
| Ministro della Difesa     |                    | Leo Valeriano                                                                          |
| Dottor Esperus            |                    | Carlo Allegrini                                                                        |
| Narratore                 |                    | Leo Valeriano (ep. 1-26) Ermanno Ribaudo (ep. 27-37) Carlo Cosolo (ep. 38-40)          |
| Generale Gululu           |                    | Sandro Pellegrini                                                                      |
| Conte Zanzor              |                    | Sergio Antonica                                                                        |
| Dottor Barion             |                    | Ermanno Ribaudo                                                                        |
| Speaker titolo episodio   |                    | Leo Valeriano Carlo Allegrini                                                          |

## Sigle
Nella versione giapponese è stata usata la canzone Voltes V no uta come sigla d'apertura e Chichi o motomete come sigla di chiusura.
La sigla italiana, dal titolo Voltus Five, è stata composta da Loriana Lana e incisa da Lory & Daniele.